# 文森特·克里希迈尔
文森特·克里希迈尔（德語：Vincent Kriechmayr，1991年10月1日—）生于上奥地利州林茨，是一名奥地利男子高山滑雪运动员。克里希迈尔的父亲是一名滑雪教练，他于10岁时在父亲的推荐下，在温迪施加尔施滕的一家滑雪学校开始练习高山滑雪，后来他转至一家名为Skihandelsschule Schladming的精英滑雪学校。他在2006年开始参加国际比赛，2010年12月完成个人运动生涯的世界杯分站赛首秀。